# گورستان ده وشک
قبرستان ده وشک مربوط به اواخر عصر مفرغ - اوایل عصر آهن است و در شهرستان گیلانغرب، بخش مرکزی، دهستان دیره، دامنه کوه دنه وشک، ۵۲ متری جنوب جاده گیلانغرب، سر پل ذهاب واقع شده و این اثر در تاریخ ۱۸ اسفند ۱۳۸۷ با شمارهٔ ثبت ۲۴۸۲۷ به‌عنوان یکی از آثار ملی ایران به ثبت رسیده است.